# Potentilla thomsonii
Potentilla thomsonii är en rosväxtart som beskrevs av Hand.-mazz.. Potentilla thomsonii ingår i Fingerörtssläktet som ingår i familjen rosväxter.

## Underarter
Arten delas in i följande underarter:
- P. t. caliginoides
- P. t. tibetica
- P. t. trijuga